# Tausendundeine Nacht

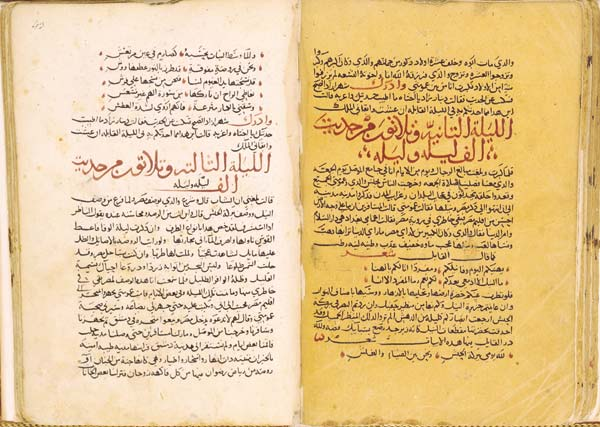
Galland-Handschrift, älteste erhaltene Handschrift von Tausendundeine Nacht (arabisches Manuskript des 15. Jahrhunderts, Bibliothèque nationale de France)

Tausendundeine Nacht (arabisch ألف ليلة وليلة, DMG alf laila wa-laila, persisch هزار و يک شب, DMG hazār-u yak šab) ist eine Sammlung von mehr als 550 Geschichten (→ Tausendundeine Nacht – Liste der Geschichten) aus dem arabischen, persischen und indischen Kulturraum. Das Werk ist ein Klassiker der Weltliteratur. Typologisch handelt es sich um eine Rahmenerzählung mit Schachtelgeschichten.
Die Erzählungen aus Tausendundeiner Nacht umfassen verschiedene Genres, darunter Liebesgeschichten, Abenteuergeschichten und Anekdoten, bis hin zu Schilderungen mit offenem erotischen Charakter. Das ursprüngliche Werk ist nicht erhalten. Als älteste (nur teilweise erhaltene) Handschrift gilt die Galland-Handschrift aus dem 15. Jahrhundert. Zahlreiche der Erzählungen finden sich auch in anderen Erzähl- und Märchensammlungen der klassischen arabischen und persischen Literatur.

## Rahmenerzählung von Tausend und eine Nacht

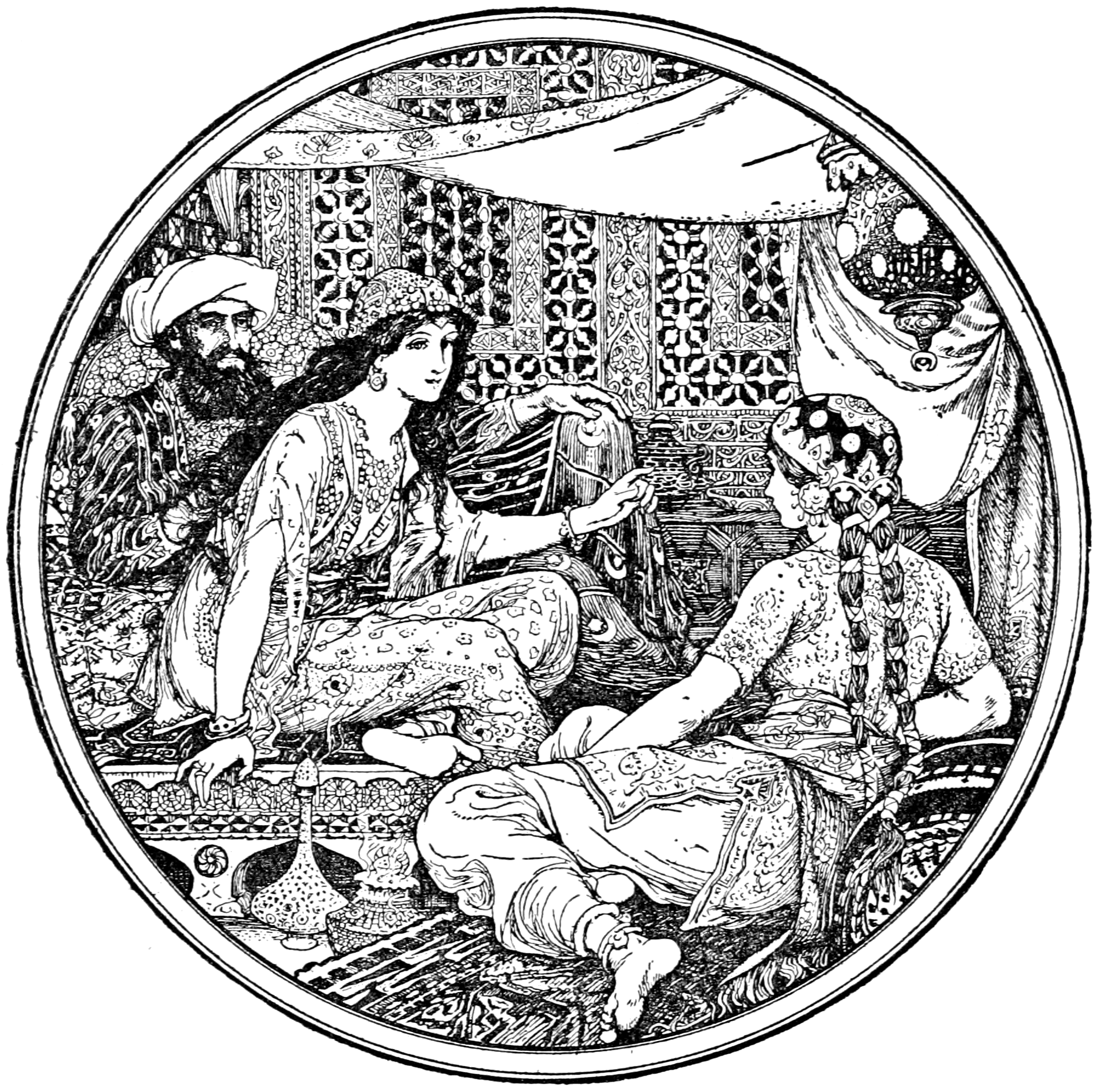
Scheherazade erzählt König Schahriyar und ihrer Schwester Dinarazad eine Geschichte. Henry Justice Ford, 1898.

(→ Die Geschichte von König Schahriyar und Schahrasad, der Tochter seines Wesirs, ANE 1)
Als der König Schahriyar feststellen muss, dass seine Gattin Ehebruch begeht, ist sein Vertrauen in Frauen und ihre Treue nachhaltig zerstört. Er beschließt, nur noch für jeweils eine Nacht zu heiraten, um seine sexuellen Bedürfnisse zu stillen, und am nächsten Tag aus Angst vor Ehebruch seine junge Gattin zu ermorden. Scheherazade, die Tochter seines Wesirs, will diesen Kreislauf der Gewalt mit einer List durchbrechen. Nachdem sie mit Schahriyar in der Nacht das Bett geteilt hat, erzählt sie ihm anschließend eine Geschichte, unterbricht diese jedoch bei Morgengrauen an ihrer spannendsten Stelle (Cliffhanger), wodurch der König – begierig darauf, das Ende zu hören – die Hinrichtung aufschiebt. Da Scheherazade jedoch immer wieder neue Geschichten erzählt bzw. geschickt weitere in eine bereits begonnene einwebt, wiederholt sich der Prozess eintausend weitere Nächte lang. Am Ende rückt der König innerlich ab von seinem Schwur, seine Frau nach der Hochzeitsnacht zu töten, und gewährt ihr Gnade. Scheherazade durchbricht so erfolgreich den Kreislauf der Gewalt.

## Die Geschichten aus Tausendundeiner Nacht

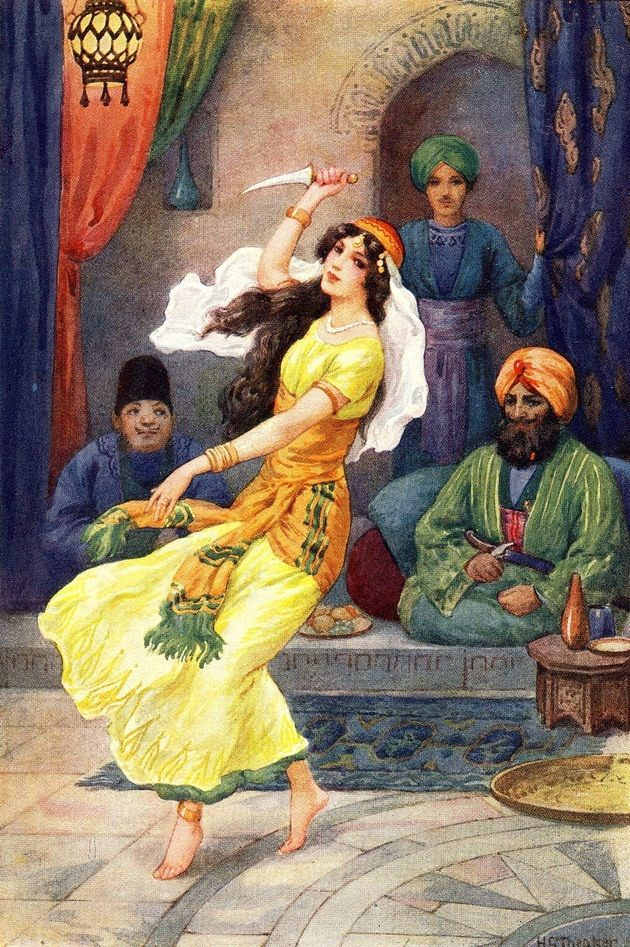
Mardschana, die eigentliche Helden-Figur in Ali Baba und die vierzig Räuber

Insgesamt umfasst Tausendundeine Nacht mehr als 550 verschiedene Geschichten.
Die Erzählungen unterscheiden sich stark voneinander; sie umfassen historische Erzählungen, Anekdoten, Liebesgeschichten, Tragödien, Komödien, Gedichte, Fabeln, religiöse Legenden und Burlesken. Viele haben expliziten erotischen, einige sogar pornografischen Charakter. Häufig sind die Geschichten in mehreren Ebenen miteinander verknüpft. Der Sprachstil ist oft sehr blumig und verwendet an vielen Stellen Reimprosa.
In zahlreichen Erzählungen treten historisch belegte Personen auf (→ Reale Figuren in Tausendundeine Nacht); darunter insbesondere Herrscher (→ Tausendundeine Nacht – Geschichten mit realen Herrschern), aber auch Amtsträger, Künstler und andere. Häufig auftretende Figuren sind insbesondere der legendäre Kalif Harun al-Raschid und Personen aus dessen Umfeld.
Besondere Bekanntheit haben bis in die Gegenwart – insbesondere durch die künstlerische Rezeption in Film und Literatur – die Erzählungen Ali Baba und die vierzig Räuber; Sindbad, der Seefahrer und Aladin und die Wunderlampe.

## Entstehungsgeschichte

### Vermutete indische Ursprünge
Aus Sicht der frühesten arabischen Leser hatte das Werk den Reiz der Exotik, es stammt für sie aus einem mythischen „Orient“. Das Strukturprinzip der Rahmengeschichte sowie einige der enthaltenen Tierfabeln weisen auf einen indischen Ursprung hin und stammen vermutlich aus der Zeit um 250 n. Chr. Eine indische Vorlage ist nicht überliefert, was allerdings auch für viele andere indische Texte aus dieser Zeit gilt. So wird zwar ein indischer Ursprung vermutet, aber dass der Kern der Erzählungen aus Persien stammt, kann nicht ausgeschlossen werden. Hinzu kommt, dass zwischen dem indischen und persischen Kulturraum zu jener Zeit enge Beziehungen bestanden.

### Persische Urfassung
Die indischen Erzählungen wurden wahrscheinlich in der Spätantike, unter der Herrschaft der Sassaniden, um 500 n. Chr. ins Mittelpersische übertragen und um persische Märchenerzählungen erweitert. Das mittelpersische Buch Tausend Erzählungen (persisch هزار افسان – hazār afsān), der Vorläufer der arabischen Sammlung, ist verschollen, wird aber noch in zwei arabischen Quellen des 10. Jahrhunderts erwähnt. Einige Figuren in Tausendundeine Nacht haben überdies reale Vorbilder aus der persischen Geschichte, zum Beispiel den sassanidischen Großkönig Chosrau I. (reg. 531 bis 579). Da die Sassaniden enge kulturelle Kontakte mit dem Mittelmeerraum pflegten, haben vermutlich zu ihrer Zeit auch Elemente griechischer Sagen – etwa der Odyssee – Eingang in den Märchenzyklus gefunden.

### Übertragung ins Arabische
Wahrscheinlich im späteren 8. Jahrhundert, einige Jahrzehnte nach der Ausbreitung des Islams in Persien, entstand die Übersetzung aus dem Persischen ins Arabische, Alf Layla (Tausend Nächte). Dies geschah wahrscheinlich in Mesopotamien, dem alten Zentrum des Sassanidenreichs und Ort der neuen Hauptstadt Bagdad, Sitz der abbasidischen Kalifen. Dabei wurde das Werk zugleich „islamisiert“, das heißt mit islamischen Formeln und Zitaten angereichert. Älteste Fragmente sind aus dieser Zeit um 850 erhalten (sog. Chicago Fragment) und finden Erwähnung in der arabischen Literatur. Diese Übersetzungen zeichnen sich durch die Verwendung des Mittelarabischen aus, eine Zwischenform zwischen dem klassischen, im Koran üblichen Standard-Arabisch und den arabischen Dialekten, die seit jeher dem mündlichen Gebrauch vorbehalten sind. Um 900 entsteht auch die Schwestersammlung Hundert und eine Nacht (arabisch Mi’at layla wa-layla) im äußersten Westen der islamischen Welt. Aus der Zeit um 1150 stammt die erste Erwähnung des arabischen Titels Alf layla wa-layla in einem Notizbuch eines Kairoer Juden.
Im Laufe der Zeit wurden in die Rahmenerzählung weitere Erzählungen verschiedener Herkunft eingefügt, so aus arabischen Quellen Geschichten um den historischen Kalifen Hārūn ar-Raschīd und im 11. und 12. Jahrhundert phantastische Geschichten aus Ägypten. „Vollständige“ Sammlungen, d. h. Sammlungen, in denen ein Geschichtenrepertoire auf 1001 Nächte verteilt war, werden in einer der oben genannten arabischen Quellen des 10. Jahrhunderts erwähnt, aber es ist wenig wahrscheinlich, dass davon mehr erhalten ist als der Geschichtenbestand des Zyklus von „Der Kaufmann und der Dschinni“. Im Lauf der Jahrhunderte wurden jedoch immer wieder von neuem „vollständige“ Sammlungen kompiliert, die jedoch rasch desintegrierten. Selbst die berühmte Geschichte von Sindbad war nicht Bestandteil aller Versionen der Sammlung. In der Regel dürften stets nur Bruchstücke der Sammlung im Umlauf gewesen sein, die dann individuell mit anderen Geschichten zu einer neuen vollständigen Sammlung Tausendundeine Nacht zusammengestellt wurden. Somit gibt es für Tausendundeine Nacht keinen geschlossenen Urtext mit einem definierten Autor, Sammler oder Redaktor. Es ist vielmehr eine offene Sammlung mit verschiedenen Bearbeitern, auf die die mündliche Erzähltradition des Orients gewirkt hatte. Bis ins ausgehende 18. Jahrhundert lassen sich Neukompilationen nachweisen. Eine der letzten ist die von dem französischen Orientalisten H. Zotenberg als solche erkannte Ägyptische Rezension (ZÄR), von der bald nach 1800 einige Handschriften nach Europa gelangten, u. a. durch Joseph von Hammer-Purgstall, der 1806 in Konstantinopel eine französische Übersetzung anfertigte, die jedoch nie gedruckt wurde (dt. Übersetzung durch Zinserling, s. u.). Handschriften dieser Rezension waren auch die Vorlagen der Druckausgaben von Boulaq 1835 und Calcutta 1839–1842, deren Text wegen seiner Qualität und seiner (scheinbaren) Vollständigkeit lange Zeit als der authentische Text galt.

### Übertragung ins Französische
Der älteste erhaltene arabische Text ist die Galland-Handschrift, die frühestens um 1450 entstanden ist. Es handelt sich um einen Torso, der mitten in der 282. Nacht abbricht, benannt nach dem französischen Orientalisten Antoine Galland (1646–1715), der diese Handschrift 1701 erworben hatte. Galland publizierte ab 1704 eine französische Adaptation der Geschichtensammlung und leitete so die europäische Rezeption der Tausendundeinen Nacht ein. Für die Person der Scheherazade inspirierte er sich von Madame d’Aulnoy und der Marquise d’O, einer Hofdame der Herzogin von Burgund. Die Handschrift gelangte nach seinem Tod 1715 in den Besitz der Bibliothèque du Roi, der heutigen Französischen Nationalbibliothek.
Galland fügte zudem als Fortsetzung seiner ersten Übersetzungen einige in seiner arabischen Vorlage nicht vorhandene Geschichten hinzu: Hierzu zählt Sindbad der Seefahrer, die er schon nach einer alleinstehenden arabischen Vorlage aus seinem Besitz übersetzt hatte, bevor er von der Existenz des Manuskripts der Tausendundeinen Nacht erfuhr. Weiterhin nahm er zehn Geschichten auf, die er 1709 von Hanna Diyab, einem aus Aleppo (Syrien) stammenden maronitischen Christen, übernommen hatte. Wie aus Gallands Tagebuch hervorgeht und von der späteren Literaturgeschichtsschreibung bestätigt wurde, hatte Diyab diese und mehr als ein Dutzend andere Geschichten Galland auf Arabisch erzählt. Darunter befanden sich die populären Geschichten Aladin und die Wunderlampe sowie Ali Baba und die Räuber, die teilweise von Diyabs eigenem Leben inspiriert waren, denn sie ließen Parallelen zu dessen Autobiografie erkennen.
Nach der durch Galland beginnenden Orient-Rezeption in Europa kam es zu dem paradoxen Vorgang, dass europäische Kompilationen, inklusive der „entschärfenden“ Bearbeitungen, wieder zurück ins Arabische übersetzt wurden und so die arabische Rezeption selbst beeinflussten.

### Übertragung ins Deutsche
2010 gab die Orientalistin Claudia Ott bekannt, in der Tübinger Universitätsbibliothek eine bisher unbekannte arabische Handschrift, vermutlich aus der Zeit um 1600, entdeckt zu haben, die in praktisch unmittelbarer Fortsetzung der Galland-Handschrift mit der 283. Nacht einsetzt und bis zur 542. Nacht reicht. 2010 entdeckte Ott zudem in Andalusien im Aga-Khan-Museum die bislang älteste erhaltene Kompilation der Scheherazad-Geschichten: Hundert und eine Nacht, die kleine Schwester der großen Geschichtensammlung, die im Magreb und im maurischen Andalusien entstand. Sie datiert von 1234.
Bislang liegen von Claudia Ott drei Bücher mit Übersetzungen vor, „[z]wei weitere Bände mit Erstübersetzungen arabischer Tausendundeine-Nacht-Handschriften sind in Arbeit“ (C. Ott, August 2024).

## Rezeption

### Übersetzungs- und Wirkungsgeschichte

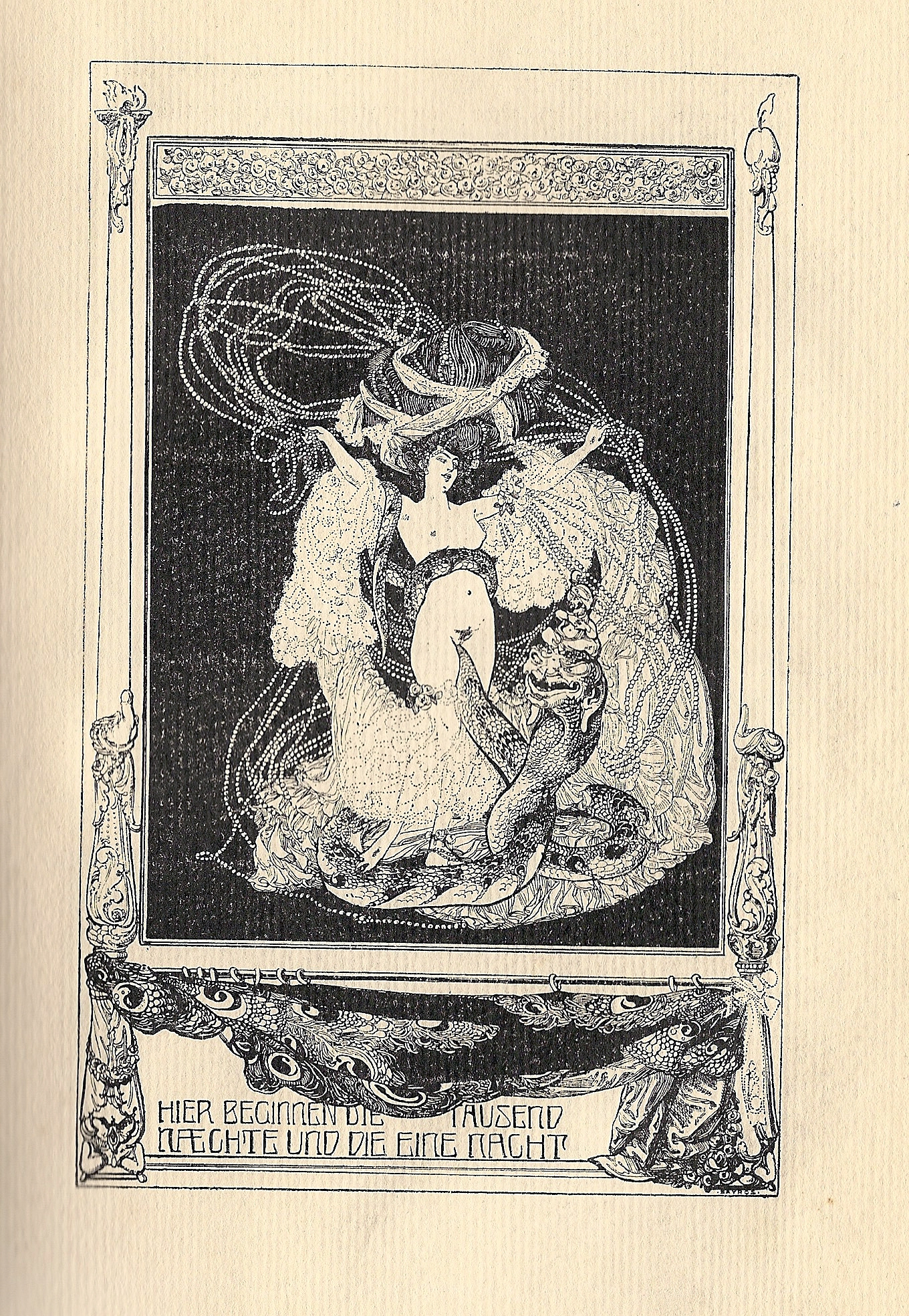
„Hier beginnen die Tausend Nächte und die eine Nacht“ (Zwischentitel von Franz von Bayros in der von Karwath und Neumann herausgegebenen, illustrierten Ausgabe, Wien 1906–1914)

In Europa wird Tausendundeine Nacht häufig fälschlich mit Märchen für Kinder gleichgesetzt, was der Rolle des Originals als Geschichtensammlung für Erwachsene mit zum Teil sehr erotischen Geschichten in keiner Weise gerecht wird. Ursache für dieses Missverständnis ist vermutlich die erste europäische Übersetzung des französischen Orientalisten Antoine Galland, der die Geschichten 1704–1708 übertrug und dabei die religiösen und erotischen Komponenten des Originals entschärfte oder tilgte. Diese Übertragung durch Galland hatte in der Folge eine unerwartet große Wirkung.
August Ernst Zinserling übersetzte den Text nach der französischen Übertragung von Joseph von Hammer ins Deutsche (Stuttgart und Tübingen 1823–1824).
Eine auf der Übertragung von Galland fußende vollständige Übersetzung („Zum ersten Mal aus einer tunesischen Handschrift ergänzt und vollständig übersetzt“) lieferte Max Habicht zusammen mit Friedrich Heinrich von der Hagen und Karl Schall (Breslau 1825).
Die erste deutsche Übersetzung aus arabischen Originaltexten stammt von dem Orientalisten Gustav Weil. Sie wurde 1837–1841 veröffentlicht und war nur cum grano salis werkgetreu: die Poesie- und Reimprosapartien waren nicht formgetreu, das Repertoire entstammte einer Auswahl aus verschiedenen Versionen. Die erste wirklich werkgetreue Übersetzung stammt von Richard Francis Burton, der die Geschichten in 16 Bänden 1885–1888 unter dem Titel The Book of the Thousand Nights and a Night veröffentlichte und damit im viktorianischen England einen Skandal auslöste. Auf Grundlage der Burtonschen Übersetzung entstand eine deutsche Übersetzung durch Felix Paul Greve.
Ebenfalls auf Burtons Übersetzung basierte eine zwischen 1906 und 1914 in Wien erschienene Ausgabe, die zunächst von Cary von Karwath, später von Adolf Neumann herausgegeben wurde. Auf dem Titelblatt wurde die 18 Bände umfassende Übertragung als „vollständige und in keiner Weise gekürzte (bzw. zensierte) Ausgabe nach den orientalischen Texten“ bezeichnet, doch lehnte sie sich nicht nur an den arabischen Urtext wie alle zuvor publizierten deutschen Übersetzungen an, sondern folgte in den erotischen Textpassagen wie auch im Titel („Das Buch der Tausend Nächte und der einen Nacht“) deutlich dem Vorbild Burtons. Die lediglich für Subskribenten bestimmte, erotisch illustrierte und bibliophil ausgestattete Auflage von 520 Exemplaren löste wegen der freizügigen Textstellen und der von Franz von Bayros, Raphael Kirchner u. a. geschaffenen Illustrationen bald nach dem Erscheinen in der k.u.k.-Monarchie und im Deutschen Reich einen Skandal aus. Die Illustrationen der Ausgabe – z. T. auch die kompletten Bände – wurden von den Behörden indiziert und beschlagnahmt.
Gustav Weils Übersetzung erschien ab 1837 (vollständig umgearbeitet 1865) und basierte auf den Texten der ersten arabischen, sogenannten Bulaq-Ausgabe von 1835 und der Breslauer Ausgabe. Eine weitere deutsche Übersetzung besorgte Max Henning für Reclams Universal-Bibliothek in 24 Bänden. Sie erschien ab 1896 und stützte sich auf eine spätere Bulaker Ausgabe sowie auf eine Auswahl weiterer Ausgaben und Quellen.
1918 wurde der Tübinger Orientalist Enno Littmann vom Insel Verlag mit einer Überarbeitung der Greve’schen Übersetzung beauftragt. Er entschloss sich jedoch zu einer fast völligen Neuübersetzung, der er die redigierte, in Indien gedruckte arabische Ausgabe von 1839–1842 (Calcutta II) zugrunde legte.
Die erste Übersetzung aus dem arabischen Text der Wortley-Montagu-Handschrift, einer 1764 in Ägypten entstandenen und wenig später in die Oxforder Bodleian Library gebrachte Sammlung, schuf Felix Tauer. Sie wird als Ergänzungsband zur Littmann’schen Übertragung betrachtet.
Mahmud Tarshuna, ein tunesischer Arabist, veröffentlicht Mi’at layla wa-layla auf der Grundlage von sechs arabischen Handschriften aus dem 18. und 19. Jahrhundert.
Der 1926 geborene Arabist und Islamwissenschaftler Muhsin Mahdi legte 1984 nach fünfundzwanzigjähriger Arbeit eine kritische Edition der Galland-Handschrift vor. Damit ist der Text der ältesten erhaltenen arabischen Fassung in seiner ursprünglichen Form verfügbar. 2004 erschien von der Arabistin Claudia Ott erstmals eine deutsche Übersetzung dieser Edition. Ihr Ziel war eine bis in die Klanggestalt und Metrik textgetreue Übertragung. Otto Kallscheuer hebt in der Zeit ihr „klares, lebhaftes Deutsch“ hervor und dass sie auf „orientalisierende Ausschmückungen“ verzichtet habe.
Die Nomenklatur der Topographie des Saturnmondes Enceladus wird nach Orten und Gestalten aus den Geschichten der Tausendundeinen Nacht benannt.

### Adaptionen

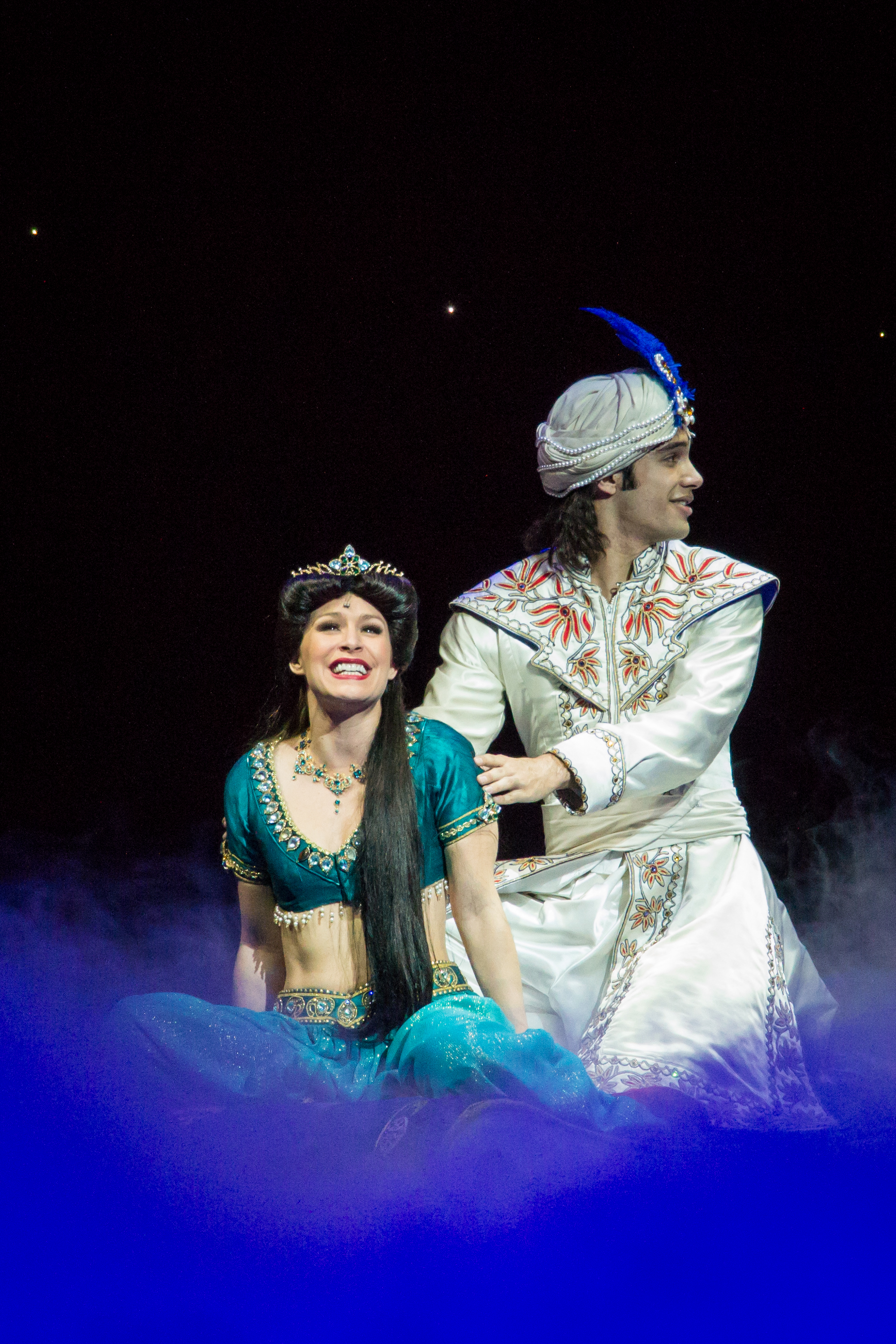
Moderne Rezeption der Geschichte von Aladin und die Wunderlampe, hier als Musical der Disney-Verfilmung von 1992.

Die Erzählungen aus Tausendundeiner Nacht wurden vielfach adaptiert und nacherzählt. Adaptionen zu einzelnen Geschichten finden sich in jeweiligen Artikeln zur betreffenden Geschichte (siehe Tausendundeine Nacht – Liste der Geschichten).

#### Fiktionale Literatur
Diverse Schriftsteller verfassten Fortsetzungen oder sich mehr oder minder stark anlehnende Erzählungen, darunter:
- Théophile Gautier: La Mille et Deuxième Nuit (Erzählung, 1842; dt. „Die tausendundzweite Nacht“)
- Edgar Allan Poe: The Thousand-and-Second Tale of Scheherazade (Kurzgeschichte, 1845; dt. „Die tausendundzweite Nacht der Scheherazade“)[13]
- Jules Verne: La Mille et Deuxième Nuit (Opéra-comique, um 1850)[14]
- Hugo von Hofmannsthal: Das Märchen der 672. Nacht (Erzählung, 1895)
- Franz Hessel: Der Lastträger von Bagdad (Erzählung, 1933)
- Joseph Roth: Die Geschichte von der 1002. Nacht (Roman, 1939)
- Nagib Mahfuz: Die Nacht der Tausend Nächte (Roman 1982)
- Klaus Kordon: Die tausendundzweite Nacht und der Tag danach (Kinderbuch, 1985)

#### Film
- Der Silhouetten-Film Die Abenteuer des Prinzen Achmed von Lotte Reiniger (1926) basiert auf den Geschichten aus Tausendundeine Nacht.
- Arabische Nächte, 1942, USA
- Der Film 1001 Nacht aus dem Jahr 1945 basiert auf Aladin und die Wunderlampe[15]
- Aladins Abenteuer (1961), Italien
- Aladins Wunderlampe (1966), UdSSR
- Tausend und eine Nacht (1968) Abenteuerkomödie, I/E Original-Titel: Sharaz
- Aladin und die Wunderlampe (1969), französischer Zeichentrickfilm
- Pier Paolo Pasolini verfilmte 1974 einige Schlüsselepisoden unter dem Titel Il fiore delle mille e una notte (deutsch: Erotische Geschichten aus 1001 Nacht)
- Aladdin (1986), Italien/Frankreich
- 1992 entstand aus der Geschichte Aladin und die Wunderlampe der Disney-Film Aladdin
- 2000 entstand aus der Geschichte um Scheherazade der Film Arabian Nights – Abenteuer aus 1001 Nacht
- Ali Baba und die 40 Räuber (2007), Frankreich
- 1001 Nacht (2012), zwei Teile, Italien, Frankreich, Spanien, Deutschland
- Miguel Gomez adaptiert die Geschichte in seiner Trilogie „1001 Nacht“ (2016) in die Teile „Volume 1: Der Ruhelose“, „Volume 2: Der Verzweifelte“ und „Volume 3: Der Entzückte“ (As Mil e Uma Noites: O Inquieto, O Desolado und O Encantado)
- Auf den Titel des Märchens Der wunderbare Reisesack[16] (Zweihundertfünfundneunzigste Nacht aus dem Zyklus „Tausendundeine Nacht“) geht der Name des Films Meschok bes dna aus dem Jahr 2017 unter der Regie von Rustam Chamdamow zurück.

#### Oper
- Der Kalif von Bagdad, Komische Oper von François-Adrien Boieldieu (Musik) und Claude Godard d'Aucour de Saint-Just (Text), UA Paris 16. September 1800
- Abu Hassan, Komische Oper von Carl Maria von Weber (Musik) und Franz Carl Hiemer (Text), UA München, 4. Juni 1811
- Aladin oder Die Wunderlampe, Oper von Nicolas Isouard (Musik) und Charles Guillaume Étienne (Text), UA Paris, 6. Februar 1822
- Ali Baba oder Die vierzig Räuber, Oper von Luigi Cherubini (Musik) und Eugène Scribe und Anne Honoré Joseph Duveyrier, gen. Mélesville (Text), Verwendung der Musik der nicht aufgeführten Oper Koukourgi, UA Paris, 22. Juli 1833
- Der Barbier von Bagdad, Komische Oper von Peter Cornelius (Musik und Text), UA Weimar, 15. Dezember 1858
- Ali Baba, Oper von Giovanni Bottesini (Musik), UA London, 1871
- Aladdin, Oper von Christian Frederik Hornemann (Musik) und Benjamin Johan Feddersen (Text), UA Kopenhagen, 1888
- Sindbad, Oper von Frederick Shepherd Converse (Musik), UA 1913
- Scheherazade, Oper von Bernhard Sekles (Musik) und Gerdt von Bassewitz (Text), UA Mannheim, 2. November 1917
- Helle Nächte. Oper von Helmut Krausser (Text) und Moritz Eggert (Musik), UA München, Münchener Biennale 1997
- alf laila wa laila. Opernfestival von sirene Operntheater mit 12 Kurzopern nach Erzählungen aus 1001 Nacht; Kristine Tornquist (Text) und Akos Banlaky, René Clemencic, François-Pierre Descamps, Jury Everhartz, Lukas Haselböck, Paul Koutnik, Matthias Kranebitter, Kurt Schwertsik, Willi Spuller, Oliver Weber, Robert M Wildling (Musik), UA Wien, Expedithalle der ehem. Ankerfabrik 2011
- Ali Baba und die 40 Räuber, Kinderoper von Taner Akyol (Musik) und Cetin Ipekkaya und Marietta Rohrer-Ipekkaya (Text), UA Berlin, 28. Oktober 2012

#### Operette
- Indigo und die vierzig Räuber, Operette von Johann Strauss (Sohn) (Musik), UA Wien, 10. Februar 1871
- Tausend und eine Nacht, Operette von Johann Strauss (Sohn) (Musik) und Leo Stein und Karl Lindau (Text), Neufassung von „Indigo und die vierzig Räuber“ durch Ernst Reiterer, UA Wien, 27. Oktober 1907

#### Musik
- Scheherazade, Sinfonische Dichtung von Nikolai Rimski-Korsakow, 1888

#### Musical
- Scheherazade, Musical von Vlastimil Hála (Musik) und Vratislav Blažek (Text), UA Hradec Králové (Königgrätz), 1967

#### Ballett
- 1001 Notsch (1001 ночь). Ballett von Fikrət Əmirov (Uraufführung: 1979 in Baku)[17]
- 1001 Nacht, Ballett von Mark McClain, Mitarbeit Martine Reyn (Uraufführung am 26. Oktober 2024 Landestheater Coburg); Musik u. a. Scheherazade von Nikolai Rimski-Korsakow[18]

#### Theater
- ErotiKomische Geschichten aus 1001 Nacht, Theaterstück der Markus Zohner Theater Compagnie mit Patrizia Barbuiani und Markus Zohner
- Tausendundeine Nacht, Schauspiel von Barbara Hass mit Musik von Nikolai Rimski-Korsakow für Kinder ab fünf Jahren (Theater für Kinder, Hamburg)

#### Hörspiel
- Helma Sanders-Brahms: Tausendundeine Nacht. 1. bis 14. Nacht. Mit Eva Mattes, Dieter Mann, Ulrich Matthes u. a. Musik: Günter „Baby“ Sommer. Regie: Robert Matejka (1-12) und Helma Sanders-Brahms (13-14). Produktion: RIAS (später: DLR Berlin), 1993–2001. (CD-Ausgabe: Der Hörverlag, 2005, ISBN 3-89940-647-8; ausgezeichnet mit dem Corine-Hörbuchpreis 2005.)
- Helma Sanders-Brahms: Tausendundeine Nacht. 15. bis 17. Nacht. Regie: Helma Sanders-Brahms. Produktion: DLR Berlin, 2002.

### Zitate
„Das Buch von der Tausendundeinen Nacht gehört zu den Büchern, die schon in den Tagen unserer Kindheit unsere Phantasie in Bewegung gesetzt, unseren Puls beschleunigt und unsere Wangen gerötet hat. [...] Sie waren aber doch nur schöne Märchen, die zu den Ammenerzählungen getan wurden, als uns die Geschichten von kühnen Afrikaforschern und Nordpolfahrern zu fesseln begannen, und es blieb von ihnen nur eine undeutliche Vorstellung phantastischer Dinge in uns zurück, die aber [...] zum Gegenstand des gebrauchten Vergleichs (dienten): wunderbar wie ein Märchen aus Tausendundeiner Nacht.“ – Karl Martin Schiller, 1926, als Herausgeber der Neuauflage der Breslauer Ausgabe von Max Habicht (1824)

## Ausgaben
(chronologisch geordnet)

### Arabischer Text
- Kalkutta I-Ausgabe: The Arabian Nights Entertainments. In the Original Arabic. Published under the Patronage of the College of Fort William, by Shuekh Uhmud bin Moohummud Shirwanee ool Yumunee. Zwei Bände. Kalkutta 1814–1818 (Band 1).
- Bulaq-Ausgabe: Kitâb alf laila wa-laila. Zwei Bände. Bulaq (Kairo) 1835. (Erste nichteuropäische Ausgabe. Textgrundlage ist eine sprachlich bearbeitete Handschrift der von Hermann Zotenberg erkannten um 1775 kompilierten Egyptian Recension [ZER]. Weitere Ausgaben erschienen in den folgenden Jahren.)
  - Band 1 und Band 2
- Kalkutta II: The Alif Laila or Book of the Thousand Nights and one Night, Commonly known as „The Arabian Nights Entertainments“. Now, for the first time, published complete in the original Arabic, from an Egyptian manuscript brought to India by the late Major Turner. Edited by W. H. Macnaghten, Esq. Vier Bände. Kalkutta 1839–1842.
- Breslauer bzw. Habicht-Ausgabe: Tausend Und Eine Nacht Arabisch. Nach einer Handschrift aus Tunis herausgegeben von Maximilian Habicht. Nach seinem Tod fortgesetzt von Heinrich Leberecht Fleischer. Sechs Bände. Breslau 1825–1843.

### Persischer Text
- Hazār va yakshab. Herausgegeben von Musâ Farhang. 7 Bände. Teheran 1960, OCLC 609640290.

### Deutsche Übersetzungen
- Der Tausend und Einen Nacht noch nicht übersezte Mährchen, Erzählungen und Anekdoten, zum erstenmale aus dem Arabischen in’s Französische übersezt von Joseph von Hammer, und aus dem Französischen in’s Deutsche von Aug. E. Zinserling, Professor. 3 Bände. Cotta, Stuttgart & Tübingen 1823 f. (Digitalisat von Band 1, Band 2 und Band 3 bei Google Books). Nachdruck: Olms, Hildesheim 1976. Auch als: Märchen aus hundert und einer Nacht (= Die Andere Bibliothek, Band 15). Greno, Nördlingen 1986, ISBN 3-921568-72-2.
- Tausend und eine Nacht. Arabische Erzählungen. Zum Erstenmale aus dem arabischen Urtext treu übersezt von Dr. Gustav Weil. Herausgegeben und mit einer Vorhalle von August Lewald. Mit 2000 Bildern und Vignetten von F. Groß. 4 Bände. Verlag der Classiker, Stuttgart und Pforzheim 1839–1841 (Digitalisat von Band 1, Band 2, Band 3 und Band 4 im Internet Archive).
- Tausend und eine Nacht. Aus dem Arabischen übertragen von Max Henning. 24 Bände. Reclam, Leipzig 1896–1900.
- Das Buch der tausend Nächte und der einen Nacht. Vollständige und in keiner Weise gekürzte Ausgabe nach den vorhandenen orientalischen Texten besorgt von Cary von Karwath,[20] Adolf Neumann,[21] mit Illustrationen von Choisy Le Conin (das ist Franz von Bayros),[22] E. Rantzi,[23] M Mathieux,[24] R. Chapelin,[25] Ferdinand d´Or,[26] Raphael Kirchner.[27] 18 Bände als „Privatdruck nur für Subskribenten […] mit 520 handnumerierten Exemplaren [deren] Nr. 1 bis 20 die Luxusausgabe [...] vom Herausgeber signiert, [in Seide gebunden und mit einem Messingschild versehen] ist.“ C. W. Stern Verlag, Wien 1906–1914; (verkleinerter) Nachdruck bei: Bibliotheca Historica, 2013.
- Die Erzählungen aus den tausendundein Nächten. Vollständige deutsche Ausgabe in zwölf Bänden aufgrund der Burton’schen englischen Ausgabe besorgt von Felix Paul Greve. Zwölf Bände. Insel, Leipzig 1907–1908; auch in: Digitale Bibliothek, Band 87. Directmedia, Berlin 2003 (Neuausgabe in elektronischer Form). ISBN 3-89853-187-2.
- Die Erzählungen aus den Tausendundein Nächten. Vollständige deutsche Ausgabe in sechs Bänden. Nach dem arabischen Urtext der Calcuttaer Ausgabe aus dem Jahr 1830. Übertragen von Enno Littmann. Insel, Wiesbaden und Frankfurt am Main 1953 und 1976; erneut Komet, Frechen 2000, ISBN 3-89836-308-2.
- Die Erzählungen aus den tausendundein Nächten. Die in anderen Versionen von ‚Tausendundeine Nacht‘ nicht enthaltenen Geschichten der Wortley-Montague-Handschrift der Oxforder Bodleian Library, aus dem arabischen Urtext vollständig übertragen und erläutert von Felix Tauer. Insel-Verlag, Leipzig 1983.
- Erzählungen der Schehersâd aus den tausendundein Nächten. Deutsch von Max Henning, in: Taschenbibliothek der Weltliteratur, Aufbau-Verlag, Berlin und Weimar 1983.
- Tausendundeine Nacht. Übersetzt von Claudia Ott. Zehnte, durchgesehene Auflage. C. H. Beck, München 2009 (nach der bis dato ältesten bekannten arabischen Handschrift in der Ausgabe von Muhsin Mahdi: Alf laila wa-laila). ISBN 3-406-51680-7.
  - vollständige Hörbuchausgabe: Hörbuchverlag, Hamburg 2004, 24 CDs, gelesen von Heikko Deutschmann, Marlen Diekhoff, Eva Mattes, Katja Riemann, Charlotte Schwab, Elisabeth Schwarz. ISBN 978-3-89903-789-0.
- Claudia Ott (Übers.): Buch der Liebe. C.H. Beck, München 2022. (Quelle) „[M]it vier großen, spannenden und teils abgründigen Liebesromanen. Der erste schließt unmittelbar an die Galland-Handschrift an, die den Anfang enthält.“[28] ISBN 978-3406790355
- Claudia Ott (Übers.): 101 Nacht. Aus dem Arabischen erstmals ins Deutsche übertragen von Claudia Ott nach der Handschrift des Aga Khan Museums. Manesse, Zürich 2012 (nach der ältesten Handschrift aus Andalusien von 1234. Enthält auch bislang unbekannte Geschichten). ISBN 3-7175-9026-X.
- Claudia Ott (Übers.): Tausendundeine Nacht. Das glückliche Ende. Nach der Handschrift der Rasit-Efendi-Bibliothek Kayseri erstmals ins Deutsche übertragen von Claudia Ott. C. H. Beck München 2016, ISBN 978-3-406-68826-3

## Forschungsliteratur
(chronologisch geordnet)
- Adolf Gelber: 1001 Nacht. Der Sinn der Erzählungen der Scheherazade. M. Perles, Wien 1917.
- Stefan Zweig: Das Drama in Tausendundeiner Nacht. In: Rezensionen 1902–1939. Begegnungen mit Büchern. 1983 E-Text Gutenberg-DE.
- Heinz Grotzfeld: Neglected Conclusions of the Arabian Nights: Gleanings in Forgotten and Overlooked Recensions. In: Journal of Arabic Literature. Berlin 1985,16. ISSN 0030-5383.
- Johannes Merkel (Hrsg.): Eine von tausend Nächten. Märchen aus dem Orient. Weismann, München 1987, 1994, ISBN 3-88897-030-X.
- Wiebke Walther: Tausend und eine Nacht. Artemis, München/Zürich 1987, ISBN 3-7608-1331-3.
- Abdelfattah Kilito: Welches ist das Buch der Araber? In: Islam, Demokratie, Moderne. C. H. Beck, München 1998, ISBN 3-406-43349-9.
- Robert Irwin: Die Welt von Tausendundeiner Nacht. Insel, Frankfurt am Main/Leipzig 1997, 2004, ISBN 3-458-16879-6.
- Wiebke Walther: Die kleine Geschichte der arabischen Literatur. Von der vorislamischen Zeit bis zur Gegenwart. Beck, München 2004, ISBN 3-406-52243-2.
- Katharina Mommsen: Goethe und 1001 Nacht. Bonn 2006, ISBN 3-9809762-9-7.
- Hedwig Appelt: Die sagenhafte Welt von Tausendundeine Nacht. Theiss, Stuttgart 2010, ISBN 978-3-8062-2305-7.